# Peter Norbeck
Peter Norbeck (Vermillion, 1870. augusztus 27. – Redfield, 1936. december 20.) az Amerikai Egyesült Államok szenátora (Dél-Dakota, 1921–1936).